# Độ giãn dài
Độ giãn dài (còn gọi là độ biến dạng tỉ đối) là phần trăm dài ra của vật liệu khi chịu tác dụng của lực kéo.
Công thức tính: {\displaystyle \varepsilon ={l-l_{o} \over l_{0}}}
Trong đó
{\displaystyle \varepsilon }: là độ biến dạng tỉ đối.
lo: là chiều dài ban đầu.
l: là chiều dài lúc sau.
Trong các vật liệu khi nói tới độ giãn dài ta thường hiểu là độ giãn dài tới hạn (độ giãn dài tới khi đứt).

## Nhận xét về độ giãn dài của vật liệu
- Vật liệu dẻo như sắt, thép, đồng... có độ giãn dài cao.
- Vật liệu giòn như gang, thủy tinh, gốm... có độ giãn dài thấp.
- Vật liệu polyme có độ giãn dài rất cao. Polyme có thể kéo dài thành sợi nhỏ và mảnh.